# 슈 (기타리스트)
슈(일본어: シュウ, 영어: Shū)는 일본의 기타리스트로 1980년 10월 23일에 효고현 아시야시에서 출생했다. 1998년에 데뷔하기 시작해 그룹 발키리(영어: VALKYR)와 아우슈비츠(영어: AUSHVITZ)에서 활동했으나 2001년에 보컬 리스트인 마사히로 야마구치와 함께 Galneryus를 결성해 Galneryus의 리더로 활동하고 있다.